# Ernest C. Warde
Ernest C. Warde, nato Ernest Charles Warde (Liverpool, 10 agosto 1874 – Los Angeles, 9 settembre 1923), è stato un regista e attore inglese che lavorò nel cinema muto statunitense.
Era figlio del famoso attore shakespeariano Frederick Warde.

## Biografia
Nato a Liverpool nel 1874, iniziò la sua carriera di attore a teatro. Il suo nome, nei primi anni del Novecento, apparve nei cartelloni degli spettacoli di Broadway in svariati drammi shakespeariani e in commedie dall'impianto classico. Nel 1915, diresse il suo primo film negli Stati Uniti per la Thanhouser Film Corporation. Sempre per la stessa compagnia, aveva già cominciato a lavorare come attore nel 1914. Restò alla Thanhouser fino al 1917, considerato un importante regista della casa di produzione di New Rochelle. Nella sua carriera, durata fino al 1923, diresse quasi cinquanta film e ne interpretò una quarantina.
Morì a 49 anni, nel settembre del 1923, mentre stava dirigendo Ruth of the Range, un film d'azione con la regina dei serial, Ruth Roland.

## Filmografia
La filmografia, secondo IMDb, è completa .

### Regista
- Which Shall It Be? – cortometraggio (1915)
- Fifty Years After Appomattox (1915)
- Getting the Gardener's Goat, co-regia Arthur Ellery (1915)
- Cupid in the Olden Time (1915)
- The Crogmere Ruby – cortometraggio (1915)
- The Bowl-Bearer (1915)
- The Road to Fame – cortometraggio (1915)
- The Light on the Reef (1915)
- The Commuted Sentence – cortometraggio (1915)
- In Baby's Garden (1915)
- The Bubbles in the Glass – cortometraggio (1916)
- Silas Marner (1916)
- The Cruise of Fate – cortometraggio (1916)
- Hidden Valley (1916)
- King Lear (1916)
- The Vicar of Wakefield (1917)
- Her Beloved Enemy (1917)
- The Woman and the Beast (1917)
- Hinton's Double, co-regia di Lloyd Lonergan (1917)
- The Woman in White (1917)
- War and the Woman (1917)
- The Man Without a Country (1917)
- Ruler of the Road (1918)
- More Trouble (1918)
- One Dollar Bid (1918)
- A Burglar for a Night (1918)
- The Bells (1918)
- Prisoners of the Pines
- Three X Gordon
- The Midnight Stage
- A Man in the Open
- Gates of Brass
- The Master Man
- A White Man's Chance
- The World Aflame
- The False Code
- The Lord Loves the Irish (1919)
- The Joyous Liar
- Live Sparks (1920)
- The Dream Cheater
- Number 99 (1920)
- The Green Flame (1920)
- $30,000 (o Thirty Thousand Dollars) (1920)
- The House of Whispers (1920)
- The Devil to Pay (1920)
- The Coast of Opportunity (1920)
- Trail of the Axe (1922)
- Ruth of the Range, co-regia di (non accreditati) Frank Leon Smith e W. S. Van Dyke (1923)

### Attore
- Conscience (1914)
- Mother's Choice
- Sis (1914)
- The Varsity Race
- The Cripple (1914)
- The Diamond of Disaster
- The Face at the Window, regia di Arthur Ellery (1914)
- The Turning of the Road
- Keeping a Husband
- Mrs. Van Ruyter's Stratagem
- The Amateur Detective, regia di Carroll Fleming (1914)
- The Reader of Minds
- The White Rose, regia di Jack Harvey (1914)
- Check No. 130, regia di Jack Harvey (1915)
- $1,000 Reward
- A Newspaper Nemesis
- On the Brink of the Abyss
- The Final Reckoning – cortometraggio (1915)
- The Stolen Jewels, regia di Jack Harvey (1915)
- The Skinflint, regia di Jack Harvey (1915)
- The Undertow, regia di Jack Harvey (1915)
- The Handicap of Beauty
- Fashion and the Simple Life
- Movie Fans, regia di Arthur Ellery (1915)
- Monsieur Nikola Dupree
- The Refugee (1915)
- The Angel in the Mask
- Which Shall It Be?, regia di Ernest C. Warde (1915)
- Crossed Wires, regia di Frederick Sullivan (1915)
- A Maker of Guns
- Tracked Through the Snow
- The Commuted Sentence, regia di Ernest C. Warde – cortometraggio (1915)
- Her Confession
- The Knotted Cord
- Hidden Valley, regia di Ernest C. Warde (1916)
- King Lear, regia di Ernest C. Warde (1916)
- War and the Woman, regia di Ernest C. Warde (1917)
- The Midnight Stage
- Ruth of the Range, regia di Eric C. Warde e, non accreditati, W. S. Van Dyke e Frank Leon Smith (1923)
- Blow Your Own Horn

## Spettacoli teatrali
- King Henry V (Broadway, 3 ottobre 1900)
- Julius Caesar (Broadway, 1º dicembre 1902)
- Old Heidelberg (Broadway, 12 ottobre 1903)
- Beau Brummell (Broadway, 20 marzo 1905)
- The Misanthrope (Broadway, 10 aprile 1905)
- Beau Brummell (Broadway, 19 marzo 1906)
- Sam Houston (Broadway, 16 ottobre 1906)
- The New Dominion (Broadway, 5 novembre 1906)
- Peer Gynt (Broadway, 25 febbraio 1907)
- The Merchant of Venice (Broadway, 17 febbraio 1908)